# Vladislav Tkachiev
Vladislav Tkachiev (dt. Transkription Wladislaw Tkatschiew; russisch Владислав Ткачёв/ Wladislaw Tkatschow, * 9. November 1973 in Moskau) ist ein französischer Schachmeister russisch-kasachischer Herkunft.

## Leben
Tkachiev kam in Moskau zur Welt, zog aber 1982 mit seinen Eltern nach Kasachstan, wo er als 9-Jähriger die Schachregeln erlernte (bei einem Kirgisistan-Urlaub). 1985 gewann er die Jugendmeisterschaft Kasachstans. 1992 vertrat er erstmals Kasachstan auf der Schacholympiade. 1993 wurde er Internationaler Meister, 1995 Großmeister. 1996 wurde er in Cannes ansässig, nachdem er bei einem Open-Turnier Dritter wurde und die Veranstalter fragte, ob er nicht bleiben könne. Seitdem spielt Tkachiev in der französischen Schach-Liga und vertritt Frankreich auch international. Zu seinen bedeutenderen Turniersiegen zählen Erfolge in Oakham 1993, Cannes 1996 und 1999, Isle of Man 1996 und Makarska 1997.
1999 gewann er in Cannes Wettkämpfe gegen Alberto David 6:2 (+4 =4 −0) und John van der Wiel 7:3 (+5 =4 −1). 2000 spielte er in Cannes 4:4 (+2 =4 −2) gegen Jeroen Piket. Im Jahr 2006 wurde er in Besançon nach einem Stichkampf im Schnellschach gegen Laurent Fressinet erstmals französischer Meister (beide erzielten im Turnier 7,5 aus 11; Tkachiev siegte 1,5:0,5 im Stechen).
Im April 2007, bei seiner dritten Europameisterschaftsteilnahme, wurde Tkachiev in Dresden Europameister. Nach 11 Runden hatte er, ebenso wie sechs andere Spieler, 8 Punkte erzielt. Er gewann dann im Finale des Schnellschach-Stichkampfs mit 2-0 gegen Emil Sutovsky. Im August kam er, zusammen mit Maxime Vachier-Lagrave, auf den ersten Platz bei der französischen Meisterschaft in Aix-les-Bains, verlor jedoch den Stichkampf um den Titel. Im Oktober 2007 konnte er auch die Blitzeuropameisterschaft gewinnen, die in Ajaccio ausgetragen wurde. Im August 2009 wurde er in Nîmes erneut Landesmeister.
Im August 2016 steht er auf dem vierten Platz der französischen Elo-Rangliste.

## Nationalmannschaft

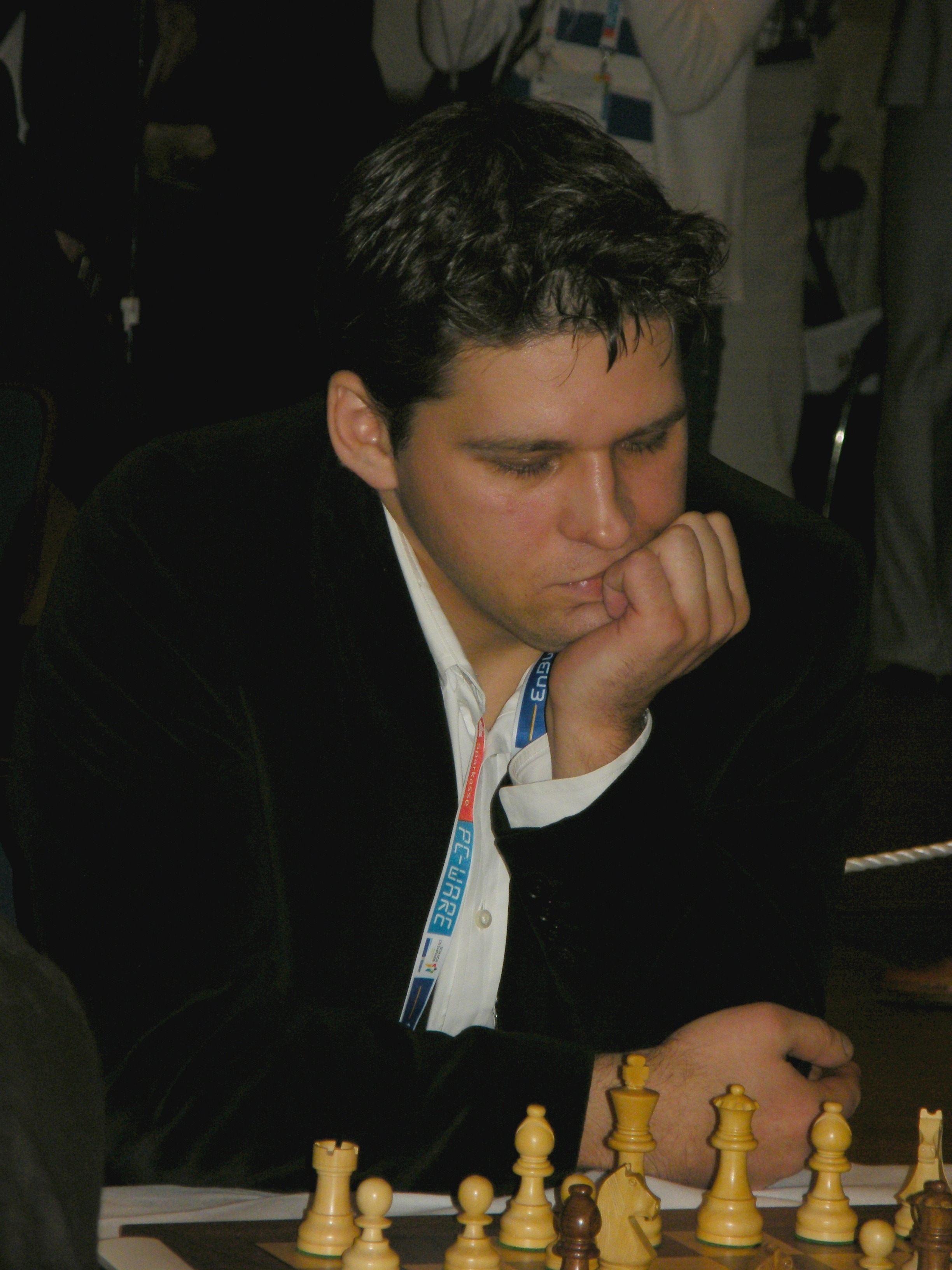
Vladislav Tkachiev bei der Schacholympiade 2008 in Dresden

Tkachiev nahm an sechs Schacholympiaden teil, und zwar 1992 und 1994 mit Kasachstan, 2008, 2010, 2012 und 2014 mit Frankreich. Bei der Schacholympiade 2012 erreichte er das beste Ergebnis am vierten Brett.
Mit Kasachstan nahm er außerdem an den asiatischen Mannschaftsmeisterschaften 1993 und 1995 teil, wobei er 1993 sowohl mit der Mannschaft siegte, als auch das beste Ergebnis am vierten Brett erreichte.
Für Frankreich spielte er bei den Mannschaftseuropameisterschaften 2007, 2013 und 2015, wobei er 2013 mit der Mannschaft den zweiten Platz belegte.

## Vereine
In Frankreich spielte Tkachiev bis 2010 für Cannes Echecs, anschließend bis 2012 für Évry Grand Roque. 2016 spielte er für den Meister Clichy-Echecs-92. Die niederländische Meesterklasse gewann er 2001 und 2002 mit der Mannschaft von Ordina/De Variant Breda, mit der er auch am European Club Cup 2000 teilnahm und den dritten Platz belegte, in der österreichischen Bundesliga spielte er in der Saison 2005/06 für den SV Sparkasse Schwarzach. In der russischen Mannschaftsmeisterschaft spielte Tkachiev von 2005 bis 2007 sowie 2009 für Tomsk-400 und 2008 für Spasio Moskau. Mit Tomsk wurde er 2005, 2007 und 2009 russischer Mannschaftsmeister und gewann 2005 und 2006 den European Club Cup. Tkachiev spielte außerdem in Kroatien für GŠK Mravince-Dalmacijacement, in Mazedonien für den SK Alkaloid Skopje sowie in der spanischen Mannschaftsmeisterschaft 1997 für CA Villa de Teror und 2007 für Gros XT.